# 泛日耳曼主義
泛日耳曼主義（德語：Pangermanismus），又譯泛德主義，是19世紀於德國流行的一種泛民族主義。

## 起因
德意志帝國境內以日耳曼族為多數，少數斯拉夫人和猶太人。德意志帝國政府於普法戰爭後害怕法國會出兵報復，於是和其他歐洲國家結盟，以在外交上孤立法國。由於奧地利人和德國人同族，德意志帝國政府積極拉攏奧匈帝國與其結盟，為此推行泛日耳曼主義，大打民族牌。

## 意義
泛日耳曼主義意義在於奧地利人和德國人同屬日耳曼族，並且大力倡導建立一個以日耳曼民族為中心的大日耳曼帝國。
對猶太人實施種族滅絕政策。

## 結果
奧匈帝國不斷向巴爾幹半島作出擴張，於1908年吞併波斯尼亞，阻止塞爾維亞和波斯尼亞合併。終於和推行泛斯拉夫主義的俄國發生衝突。